# Monte Pirchiriano
Der Monte Pirchiriano ist ein 962 m s.l.m. hoher Felssporn im unteren Susa-Tal.
Er liegt auf dem Gebiet der Gemeinden Sant’Ambrogio di Torino und Chiusa di San Michele, die beide zur Metropole Turin in Italien gehören.

## Geographie
Der Felssporn ist ein Ausläufer des Monte Muretto im Osten. Er erhebt sich über dem Tal und trägt die Ruinen der Sacra di San Michele, das Wahrzeichen des Piemont.
Unterhalb des Gipfels befindet sich die Stahlseilbrücke Ponte Tibetano di Sant’Ambrogio di Torino. Zahlreiche Wanderwege verlaufen in dem Höhenzug.